# Chalmoux
Chalmoux é uma comuna francesa na região administrativa de Borgonha-Franco-Condado, no departamento de Saône-et-Loire. Estende-se por uma área de 38,47 km². Em 2010 a comuna tinha 643 habitantes (densidade: 16,7 hab./km²).